# Cassipourea korupensis
Cassipourea korupensis là một loài thực vật có hoa trong họ Rhizophoraceae. Loài này được Kenfack & Sainge mô tả khoa học đầu tiên năm 2006.